# 필리핀어
필리핀어(타갈로그어: Wikang Filipino, 영어: Filipino language)는 필리핀의 국어이며 1987년 필리핀 헌법으로 필리핀의 국가언어 및 공용어로 지정된 언어이다(또 하나의 공용어는 영어이다). 오스트로네시아어족에 속하며, 마닐라 지역에서 사용하던 제1지역어 타갈로그어를 표준화한 언어이다. 1937년 11월 13일, 제1회 필리핀 의회는 국립언어연구소를 설립했고, 이 연구소가 타갈로그어를 새로운 국어(Wikáng Pambansâ)의 기초 언어로 선정했다. 1961년, 이 새로운 국어는 필리핀어(Pilipino)로 명명되었고, 1973년 헌법에서 필리핀어(Filipino)로 개칭되었다. 현재 필리핀어는 필리핀 전역에서 국어로 교육되며 언론에서 통용된다.

## 역사
1930년대에 타갈로그어에 바탕을 둔 새로운 국어가 개발되었던 때, 로페 산토스는 20자로 된 타갈로그어 알파벳(아바카다)을 도입했다. 이후 새로운 언어의 발전은 국립언어연구소로 계승되어, 31자로 된 알파벳이 제안되며 최종적으로 1987년에 현재의 28자로 된 알파벳으로 개정되었다. 이것은 영어의 알파벳 26문자와 타갈로그어의 ñ 및 ng으로 된다.

## 필리핀어의 특징
현존하는 오스트로네시아어족에 속한 언어중에서는, 문법적으로는 제일 복잡한 언어의 하나이다. 공통어로서 인공적으로 문법이 간소화된 인도네시아어와 비교하면, 언어적유사성은 강하지만, 접사를 수반한 동사변화는 필리핀어쪽이 훨씬 복잡하다. 예를 들면 kuha(잡다)라고 하는 동사가 문맥상 그 목적어를 강조하는지, 잡다라고 하는 행위나 그 주체를 강조하는지, 심지어 그것이 시제에 의해서 10개이상의 모양으로 변화한다. 어순은 동사가 처음에 오는 동사(V) → 주어(S) → 목적어(O)가 원칙인 점도 큰 특징이다. 모음은 a, e, i, o, u의 5개이며, 자음은 한국어와 일본어에 R과 L의 구별을 더한 정도로, 일본인에게 있어서 발음은 쉽다.
어휘는 산스크리트어, 스페인어, 영어로부터 많은 차용어가 사용되고 있다. 특히 추상어, 근대어 등은 영어 내지 스페인어로부터의 차용이 많다. 반대로 일상용어는 payong(우산), mata(눈) 등 인도네시아어나 태평양 여러 나라의 언어와 완전히 같거나 유사하다.
일본어와는 음운적으로는 유사성이 있지만, 어휘에 관해서는 오키나와 제도의 언어를 포함해서 일상어의 유사성, 공통성은 거의 완전히 인정되지 않는다. 반면 타이완의 고산지대에 사는 선주민(고산족)이나 타이완 남부의 외딴 섬의 선주민언어는 분명히 필리핀제어의 하나로, 유사성이 매우 강하다. 이로 인해 타이완과 요나구니섬과의 사이가 근대까지의 언어적 경계선이었다고 여겨진다.

## 필리핀어와 타갈로그어
필리핀어가 무엇을 의미하는가는 필리핀인 사이에서도 견해가 나뉜다. 필리핀인의 대다수는 필리핀어는 단지 타갈로그어의 별명이며, 메트로 마닐라에서 말해지고 있는 타갈로그어를 가리키고 있다라고 생각하고 있다.
한편, 필리핀어는 필리핀의 각 언어가 융합한 언어라고 주장하는 입장도 있지만, 필리핀에 있는 제언어는 한 개 언어의 방언이 아니고, 타갈로그어나 세부아노어 등 서로 의사소통을 할 수 없는 다른 말이기 때문에, 가령 모든 언어의 어휘나 문법을 섞어 버리면, 다른 언어를 모어로 하는 국민 사이가 의사소통한다라고 하는 공통어의 목적이 오히려 저해되는 우려가 있다. 또, 타갈로그어에는 영어 어휘를 타갈로그어로 바꿔 놓는 경향이 있는데 대해, 필리핀어에는 영어어휘가 직접 사용되고 있는 경우도 지적되고 있다.
언어학적으로는 타갈로그어와 필리핀어는 공통언어에서의 표기상의 차이를 가지며, 양자의 차이는 표기법, 외국어로부터의 어휘 도입 및 국가에 의한 표준화의 유무에 있는 것이라고 여겨지고 있다. 현실적으로는 필리핀어는 메트로 마닐라에서 말해지고 있는 언어이다. 필리핀 각지에서 많은 인구가 마닐라로 유입하는 것에 따라, 필리핀어에는 필리핀 각지의 언어로부터의 어휘가 포함될 수 있게 되었다. 필리핀어는 현재에도 발전을 계속하고 있으며, 바른 용법이나 어휘를 특정하는 것은 곤란하다. 대부분의 필리핀인은 복수의 언어를 사용하며 또 영어도 널리 사용되고 있기 때문에, 필리핀어를 정의하는 것은 더욱더 어렵게 되고 있다. 오늘날에는 타갈로그어에 영어가 섞인 타글리시(Taglish)라고 불리는 언어를 말하는 사람도 많다.

## 같이 보기
- 타갈로그어
- 세부아노어
- 필리핀
- 영어 - 필리핀 영어 - 타글리시
- 오스트로네시아어족
- 필리핀인